# Giacomo Parvopassu
Giacomo Parvopassu (né au XIXe siècle en Italie et mort à une date inconnue) était un avocat et dirigeant de football italien.

## Biographie
Parvopassu arrive au club de la Juventus Football Club en 1902 en tant que président, prenant le relais de Carlo Favale.
Il s'investit beaucoup pour le club dans le but de pouvoir enfin remporter un jour le scudetto. Au cours de la saison 1902, la Juve finit 2e du championnat et remporte deux trophées amicaux, la Coppa del Ministero
della Pubblica Istruzione ainsi que la Coppa Città di Torino.
C'est sous sa direction que le club est transféré cette année-là de la Via Gasometro 14 à la Via Pastrengo, et Parvopassu décide de changer le maillot rose du club.
La direction demande à un joueur anglais du club, John Savage de les aider. Il avait un ami à Nottingham, supporter du Notts County Football Club qui enverra à Turin une livraison de maillots identiques à ceux de Notts, les fameux maillots à rayures noires et blanches, encore utilisés par le club à ce jour. Ce nouvel équipement fut perçu comme un symbole de « simplicité, d'austérité, d'agressivité et surtout, de pouvoir ».
Il reste dans le club turinois jusqu'en 1904, année où pour la première fois un étranger, le suisse Alfredo Dick prend le poste de président.
Le restant de sa vie n'est pas connu.